# رتیگابین
رتیگابین (انگلیسی: Retigabine) یا ازوگابین یک داروی ضد تشنج است که به‌عنوان درمان کمکی برای صرع‌های جزئی در بیماران بالغ تجربه‌شده درمان استفاده می‌شود.
رتیگابین عمدتاً به عنوان یک بازکننده کانال پتاسیم عمل می‌کند، یعنی با فعال کردن خانواده خاصی از کانال‌های پتاسیم دارای ولتاژ در مغز. این مکانیسم اثر در بین داروهای ضد صرع منحصربه‌فرد است و ممکن است برای درمان سایر بیماری‌های عصبی، از جمله وزوز گوش، میگرن و دردهای عصبی نویدبخش باشد.

## عوارض جانبی
عوارض جانبی یافت شده در کارآزمایی فاز دوم دارو عمدتاً بر سیستم عصبی مرکزی تأثیر می‌گذارد و به نظر می‌رسد که وابسته به دوز باشد. شایع‌ترین عوارض جانبی آن شامل خواب‌آلود، سرگیجه، وزوز گوش و سرگیجه، گیجی، تکلم نامطلوب،  تغییر رنگ پوست آبی و ناهنجاری های چشم شود که با تغییرات رنگدانه در شبکیه مشخص می‌شود. علائم روانپزشکی و مشکل در ادرار کردن است.

## تداخلات
به نظر می‌رسد رتیگابین فاقد تداخلات دارویی با رایج‌ترین داروهای ضد تشنج است.  ممکن است متابولیسم لاموتریژین (لامیکتال) را افزایش دهد، در حالی که فنی توئین (دیلانتین) و کاربامازپین (CBZ، تگرتول) پاکسازی رتیگابین را افزایش می‌دهند.
مصرف همزمان رتیگابین و دیگوکسین ممکن است غلظت سرمی دومی را افزایش دهد. مطالعات آزمایشگاهی نشان می‌دهد که متابولیت اصلی رتیگابین به عنوان یک مهارکننده P-گلیکوپروتئین عمل می کند و بنابراین ممکن است جذب را افزایش داده و دفع دیگوکسین را کاهش دهد.

## فارماکولوژی

### مکانیسم عمل
رتیگابین به عنوان یک بازکننده کانال پتاسیمی KCNQ/Kv7 عصبی عمل می‌کند، مکانیسمی که به طور قابل‌توجهی با هر ضد تشنج فعلی متفاوت است.

### فارماکوکینتیک
رتیگابین به سرعت جذب می‌شود و بین نیم ساعت تا ۲ ساعت پس از یک دوز خوراکی به حداکثر غلظت پلاسمایی می‌رسد. فراهمی زیستی خوراکی نسبتاً بالایی دارد (۵۰ تا ۶۰%)، حجم توزیع بالایی دارد (6.2 لیتر/کیلوگرم)، و نیمه عمر نهایی آن بین ۸ تا ۱۱ ساعت است. رتیگابین به دلیل نیمه عمر کوتاه آن نیاز به دوز سه بار در روز دارد.
رتیگابین با N-گلوکورونیداسیون و استیلاسیون در کبد متابولیزه می شود. سیستم سیتوکروم P450 درگیر نیست. رتیگابین و متابولیت های آن تقریباً به طور کامل (۸۴٪) از طریق کلیه‌ها دفع می‌شوند.